# Neurogenia hunanensis
Neurogenia hunanensis là một loài tò vò trong họ Ichneumonidae.